# مكت-رع

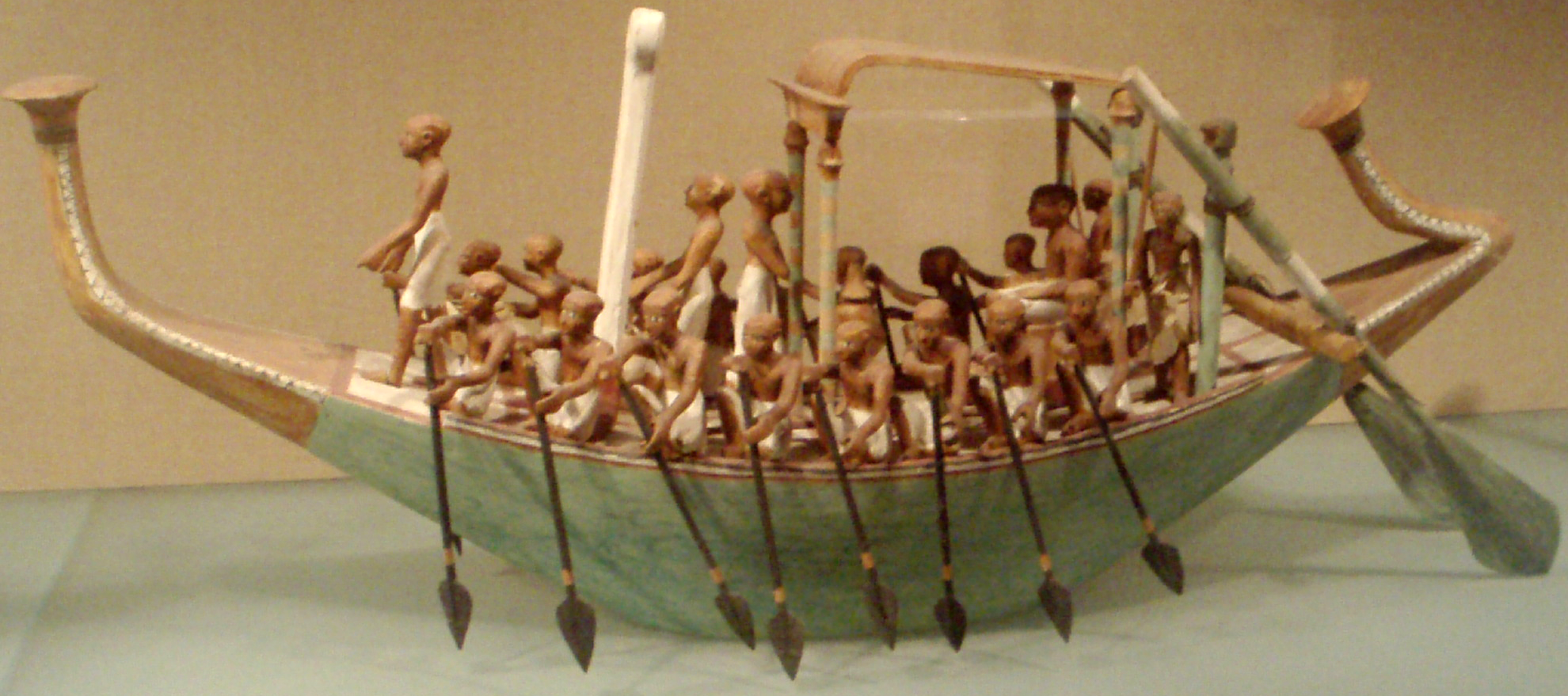
نموذج لقارب تجديف جنائزي (W) من مقبرة مكت-رع.

كان مكت-رع مسؤول مصري قديم عمل كمستشار و أمين خزانة ومدير سامي في عهد منتوحتب الثاني، منتوحتب الثالث وربما أمنمحات الأول أيضاً، و ذلك خلال عصر الدولة الوسطى.
لقد تمت مشاهدة مكت-رع لأول مرة في نقش صخري موجود في وادي شط الرجال. و هو على هذا النقش يحمل اللقب البسيط الخاتم. و يعود تاريخ هذا النقش إلى عام 41 من ولاية الملك منتوحتب الثاني. كما تمت مشاهدة مكت-رع يحمل لقب المستشار على نقوش معبد الملك منتوحتب الجنائزي في الدير البحري، ومن الواضح أنه قد تمت ترقيته في نفس الفترة التي خلف فيها خيتي على منصبه. كما تم العثور على نفس هذا اللقب موجود على تمثال في مقبرة مكت-رع، بينما تم العثور على بقايا نقش في القبر يحمل لقبه الرئيسي المدير السامي. يقع القبر (TT280) في منطقة الشيخ عبد القرنة، و هي منطقة تُعتبر جزء من مقبرة طيبة، ويقع بجوار قبر ملكي كبير غير مكتمل يرجع أصلاً إلى الملك منتوحتب الثالث، و مؤخراً بعد بحث جديد يرجع إلى الملك أمنمحات الأول. و بالتالي فإن مكت-رع قد توفى على الأرجح في عهد الملك امنمحات الأول.
تحتوي مقبرة مكت-رع TT280 على العديد من النسخ الخشبية المقلدة، التي تمثل الأنشطة اليومية والحياة في مصر القديمة، و ذلك إلى جانب عدد من التماثيل المصغرة من السفن والماشية، و النماذج المصغرة من المباني و الحدائق.

## فهرس
- دوروثيا أرنولد : أمنمحت الأول والأسرة الثانية عشرة المبكرة في طيبة. في: مجلة متحف متروبوليتان. المجلد 26 ، 1991 ، ISSN 0077-8958 ، ص 5-48 ، عبر الإنترنت (PDF ؛ 7،2 ميجابايت) .
- H.E. Winlock : نماذج الحياة اليومية في مصر القديمة. من مقبرة ميكت-رع في طيبة (= منشورات متحف المتروبوليتان للفنون. البعثة المصرية. المجلد 18 ،ZDB-ID 86343-9 ). نُشر لمتحف متروبوليتان للفنون من قبل مطبعة جامعة هارفارد ، كامبريدج ماجستير 1955.